# Kari Vähäkylä
Kari Vähäkylä (ur. 20 sierpnia 1945 w Halikko) – fiński biathlonista. W 1970 roku wystąpił na mistrzostwach świata w Östersund, gdzie zajął ósme miejsce w biegu indywidualnym i czwarte w sztafecie. Wystartował też na mistrzostwach świata w Hämeenlinna, gdzie zajął 42. miejsce w biegu indywidualnym. Nigdy nie wziął udziału w igrzyskach olimpijskich. Nigdy nie wystąpił w zawodach Pucharu Świata.

## Osiągnięcia

### Mistrzostwa świata
| Rok  | Miejscowość | Konkurencje | Konkurencje | Konkurencje | Konkurencje | Konkurencje | Konkurencje | Konkurencje |
| Rok  | Miejscowość | IN          | SP          | PU          | MS          | RL          | MR          | SR          |
| ---- | ----------- | ----------- | ----------- | ----------- | ----------- | ----------- | ----------- | ----------- |
| 1970 | Östersund   | 8.          | nd.         | nd.         | nd.         | 4.          | nd.         | –           |
| 1971 | Hämeenlinna | 42.         | nd.         | nd.         | nd.         | –           | nd.         | –           |